# Karel Pražák (generál)
Karel Pražák (27. října 1885 Dubné – po 1945) byl československý voják, generál III. třídy Vládního vojska Protektorátu Čechy a Morava, aktér květnového pražského povstání.

## Život
Narodil se v obci Dubné u Českých Budějovic v jižních Čechách. Vychodil českobudějovické gymnázium, následně navštěvoval Tereziánskou vojenskou akademii ve Vídeňském Novém Městě, z níž byl roku 1907 vyřazen jako poručík se zařazením k zemskému pluku č. 20 v haličské Stanislavi. Ze záliby pro vojensko-právní službu přestoupil po složení intendantstské zkoušky do hospodářsko-správní služby u sborového velitelství, posléze na ministerstvu zeměbrany a jako náčelník intendance u horské brigády v poli. 
Po vzniku ČSR sloužil v Československé armádě konal službu v ministerstvu národní obrany, po absolvování vojenské intendanční školy u zemského vojenského velitelství v Praze. Roku 1923 byl jmenován profesorem na vojenské intendanční škole v Praze. V roce 1938 byl plukovníkem generálního štábu československé armády. Po okupaci Čech, Moravy a Slezska nacistickým Německem a zřízením vládního vojska byl povýšen na generála III. třídy a od roku 1941 pověřen velením jeho I. inspektorátu.
5. května 1945 obdržel od velitele vládního vojska generála Jaroslava Emingera rozkaz pomoci Pražskému povstání. Ve Štefánikových kasárnách prohlásil před praporem vládního vojka, že vládní vojsko se stává součástí svobodné československé armády. Jím vedené jednotky se zapojily např. do bojů o budovu Českého rozhlasu na Vinohradech. Koncem května 1945 oznámil denní tisk, že byl Karel Pražák pro spolupráci s Němci zajištěn, spolu s dalšími vojenskými osobami (Jan Syrový, Jaroslav Eminger, Karel Husárek, Vojtěch Vladimír Klecanda a další).
Jeho příbuzným, patrně mladším bratrem, byl architekt Tomáš Pražák, narozený v Dubném roku 1890.